# تورچین، گمینا چرسزکز
تورچین، گمینا چرسزکز (به لاتین: Turczyn, Gmina Choroszcz) یک منطقهٔ مسکونی در لهستان است که در Gmina Choroszcz واقع شده‌است.